# Negueira (Lugo)
Negueira (llamada oficialmente San Salvador de Negueira) es una parroquia y una aldea española del municipio de Negueira de Muñiz, en la provincia de Lugo, Galicia.

## Otras denominaciones
La parroquia también es conocida por los nombres de El Salvador de Negueira y O Salvador de Negueira.

## Historia
La parroquia civil de Negueira pertenece a la parroquia eclesiástica de San Salvador de Negueira, que incluye también a la parroquia homónima de Negueira en el vecino concejo asturiano de Grandas de Salime. Es decir, la parroquia eclesiástica está dividida en dos municipios pertenecientes a dos comunidades autónomas diferentes.

## Organización territorial
La parroquia está formada por 6 entidades de población:

### Entidades de población
Entidades de población que forman parte de la parroquia:
- Bustelo (Bustelo de Murias)
- Negueira
- Peiega (Pieiga)
- Seira
- Vilaseca

### Despoblado
Despoblado que forma parte de la parroquia:
- Sanformar

## Demografía

### Parroquia
| Gráfica de evolución demográfica de Negueira (parroquia) entre 2000 y 2020 |
|                                                                            |
| Datos según el nomenclátor publicado por el INE.                           |

### Aldea
| Gráfica de evolución demográfica de Negueira (aldea) entre 2000 y 2020 |
|                                                                        |
| Datos según el nomenclátor publicado por el INE.                       |